# Kofferträger
|  | Dieser Artikel oder Abschnitt wurde wegen inhaltlicher Mängel auf der Qualitätssicherungsseite der Redaktion Geschichte eingetragen (dort auch Hinweise zur Abarbeitung dieses Wartungsbausteins). Dies geschieht, um die Qualität der Artikel im Themengebiet Geschichte auf ein akzeptables Niveau zu bringen. Dabei werden Artikel gelöscht, die nicht signifikant verbessert werden können. Bitte hilf mit, die Mängel dieses Artikels zu beseitigen, und beteilige dich bitte an der Diskussion! |

Als Kofferträger (porteurs de valises) werden in Frankreich jene vorwiegend französischen Intellektuellen bezeichnet, die während des Algerienkriegs in Frankreich die Aktivitäten der Nationalen Befreiungsfront Algeriens (Front de libération nationale, FLN) unterstützten. Der Begriff Kofferträger leitet sich von der wohl wichtigsten illegalen Unterstützung für die FLN im französischen Mutterland ab: dem in Koffern ausgeführten Transport von Geld und falschen Papieren. Nach diesem französischen Vorbild konstituierten sich in den späten 1950er Jahren auch in Deutschland Netzwerke zur Unterstützung der FLN.

## Francis Jeanson und das Réseau Jeanson
Francis Jeanson (* 7. Juli 1922 in Bordeaux; † 1. August 2009 in Arès) war ein französischer Philosoph, der zum Freundeskreis um Jean-Paul Sartre gehörte und von 1951 bis 1956 die Zeitschrift Les Temps Modernes leitete. 1955 brachte Jeanson zusammen mit seiner damaligen Frau die antikoloniale Schrift L'Algérie hors-la-loi (Algerien geächtet) heraus, die die beiden an die Seite der FLN führte. Am 2. Oktober 1957 fand im Haus der Jeansons ein Treffen statt, das als die Geburtsstunde des Jeanson-Netzwerks gilt. Die Anwesenden, Freunde der Jeansons aus dem kommunistischen, christlichen und sozialistischen Milieu, wollten künftig für den Transport und die Unterbringung von FLN-Kämpfern sorgen sowie Waffen, Propagandamaterial und Geld transportieren.
Die Aktivitäten der Gruppe riefen in Frankreich heftige Gegenwehr hervor. Während deren Mitglieder vorgaben, die Werte eines republikanischen Frankreichs retten zu wollen, die durch das Kolonialsystem verraten worden seien, wurden sie in der Nationalversammlung von dem Abgeordneten Jean-Marie Le Pen beschuldigt, das Geschäft feindlicher Geheimdienste zu betreiben. Im Februar 1960 wurde das Netzwerk aufgelöst; am 5. September 1960 werden sechs Algerier und achtzehn Franzosen angeklagt. Francis Jeanson konnte sich vorher absetzen, wurde aber in Abwesenheit zu zehn Jahren Gefängnis verurteilt. Bis zu seiner Amnestie im Jahre 1966 lebte er im Untergrund.
6. September 1960, einen Tag nach der Prozesseröffnung gegen die Mitglieder des Jeanson-Netzwerks, erschien unter dem Titel „Déclaration sur le droit à l’insoumission dans la guerre d’Algérie“ (Deklaration über das Recht zur Dienstpflichtverweigerung im Algerienkrieg) das Manifest der 121, in dem Intellektuelle, Universitätsangehörige und Künstler ihre Solidarität mit den Angeklagten zum Ausdruck brachten. Ein Teil von ihnen wurde daraufhin aus öffentlichen und staatlichen Anstellungsverhältnissen entlassen, gegen weitere wurde Anklage erhoben. Während des Prozesses wurde auch der Begriff Kofferträger für die Mitglieder des Jeanson-Netzwerks geprägt. Er geht zurück auf einen Solidaritätsbrief, den Sartre in der Verhandlung verlesen ließ. Über dessen Zustandekommen berichtete Mourad Oussedik:

„Sartre war im Jeanson-Prozeß vorgeladen. Es war so, daß er zu der Zeit in Brasilien war in Belo horizonte. Er ließ uns mitteilen, daß er eine Gürtelrose habe. Wir versuchten das Problem zu lösen, wir haben uns getroffen, meine Kollegen Benabdallah, Dumas, Vergès und ich und Péju, damals der Sekretär von Sartre, der die Zeitschrift „le temps moderne“ herausgab. Wir haben zusammen einen Brief entworfen, der Brief wurde Sartre, der noch immer in Belo horizonte war, telefonisch vorgelesen. Er hat die Formulierungen akzeptiert, wir haben den Brief im Prozeß eingebracht und vorgelesen, und das löste enormes Aufsehen aus, weil in diesem Brief die inzwischen berühmte Formulierung stand „Ich würde den Koffer tragen, wenn man mich fragen würde“. Das Ganze hatte eine Anklage Sartres zur Folge.“

## Die Anfänge der deutschen Algeriensolidarität
Auch in Westdeutschland entwickelte sich eine Solidaritätsbewegung für Algerien, deren verschiedene Akteure unter dem Begriff Kofferträger zusammenfasste. Im Gegensatz zu Frankreich stand in Deutschland der Begriff Kofferträger aber nicht für ein bestimmtes Netzwerk, sondern vielmehr für eine Vielzahl von Personen und Gruppen, die überwiegend unabhängig voneinander die algerische Unabhängigkeitsbewegung unterstützten. Diese Unterstützung entwickelt sich seit dem Ende der 1950er Jahre.

„Die Akteure, zumeist weniger prominente »Anti-Helden«, nenne ich Algerien-Generation, obwohl sie eigentlich nicht einer Altersgruppe angehören, sondern aus verschiedenen Lebens- und Zeitgeschichten kommen. Es gibt darunter jene »alten Männer«, die schon vor dem Nazi-Terror linke Politik und gegen ihn Widerstand gemacht haben. […] Dann kamen die von den Nazis um ihre Jugend bestohlenen 1920er Jahrgänge, sozusagen die Generation der Geschwister Scholl, und schließlich die Jungen, die […] sich als Pioniere der westdeutschen Linken in schwierigen Restaurationszeiten betätigen mußten. […] Was für die älteren »Spanien« war, war ihnen »Algerien« — eine ur- und frühgeschichtliche Schicht der Protestbewegung der sechziger Jahre. Algerien war für die meisten gar nicht der Hauptschauplatz, sondern eine Fortsetzung der ersten westdeutschen Friedensbewegung mit anderen Mitteln, eine Nadel, mit der man die verkalkende Sozialdemokratie ein wenig pieksen konnte, und die Partitur, mit der man in den pathetischen Orgelton der verordneten deutsch-französischen Aussöhnung ein paar antikoloniale Töne einmischen konnte.“

Dieser „pathetische Orgelton der verordneten deutsch-französischen Aussöhnung“, der keine Kritik an der französischen Politik duldete, hatte nach Leggewie seine Ursache im deutsch-französischen Verhältnis der frühen Nachkriegsjahre.

„Wir wissen heute, daß die französischen Außenpolitiker mit Bonn einen politischen Kuhhandel vorhatten: sie boten die Anerkennung deutscher Souveränitätsrechte und forderten die stillschweigende oder aktive Unterstützung im Kolonialkrieg. Ein derartiges Junktim bestand auf der politischen Ebene. Dagegen setzten die deutschen Algerien-Unterstützer ein anderes Junktim […]: Sie entdeckten das »andere Frankreich«, das des antikolonialen Protestes und der Kofferträger, und zwar aus der Tradition des »anderen Deutschland« heraus, also aus dem Antifaschismus und dem Kampf gegen die Restauration.“

Es gehört zur Ironie der Geschichte, dass die Bundesrepublik dennoch zu einem relativ sicheren Rückzugsort für viele Kader des FLN werden konnte und dieser in Bad Godesberg eine Quasi-Botschaft unterhielt. Dem FLN „wurde aufgrund eines informellen politischen Arrangements zwischen weitsichtigen Kreisen der westdeutschen Außenpolitik, kooptierten sozialdemokratischen Oppositionspolitikern und seiner halboffiziellen diplomatischen Vertretung de facto politisches Asyl gewährt; der FLN quittierte dies mit weitgehendem politischen Wohlverhalten und respektierte die westdeutsche Forderung, den politischen Terrorismus aus der Bundesrepublik fernzuhalten.“
Die am 1. November 1954 gestartete Offensive des FLN gilt als Start des algerischen Unabhängigkeitskrieges. Der aber wurde in der bundesrepublikanischen Öffentlichkeit lange Zeit kaum oder überwiegend pro-französisch wahrgenommen. Ausnahmen: Gert von Paczensky, der damalige außenpolitische Ressortchef der Welt, und Bernt Engelmann, Reporter des Spiegel. Erst mit den französischen Atombombenversuchen in der Sahara rückte auch der Algerienkrieg mehr in den Fokus einer kritischen Öffentlichkeit.

„Die Anti-Atom-Bewegung und der Algerien-Protest gehören zeitlich und inhaltlich zusammen: sie kommen in der Geschichte des politischen Erwachens der jüngeren Generation wie ein Zwillingsprotest daher. Wer bis dahin noch nicht gemerkt hatte, daß »da unten« schon seit November 1954 ein brutaler Kolonialkrieg ausgefochten wurde, dem drängten die französischen Atombombenversuche in der Sahara 1959 den Zusammenhang unübersehbar auf.“

Leggewie verweist auf einen Artikel in der Zeitschrift Das Argument vom November 1959, in dem erstmals die französischen Atomversuche thematisiert worden seien. In der Folge sei das Engagement zur Unterstützung der algerischen Unabhängigkeit stetig gewachsen, womit Leggewie zunächst einmal auf die politischen Aktivitäten im akademischen Milieu verweist. Denn bereits im gleichen Monat war im Spiegel ein Artikel von Si Mustapha-Müller erschienen, in dem dieser über die Arbeit des von ihm geleiteten Rückführungsdienstes für Fremdenlegionäre berichtete, dessen Aufgabe es war, in Algerien Fremdenlegionäre zur Desertion aufzurufen und in ihre Heimatländer zurückzubringen. Vorausgegangen war dem am 14. September 1959 eine erste Pressekonferenz von Si Mustapha-Müller in Westdeutschland, und Klaus Vack datiert den Beginn der Aktivitäten zur Unterstützung des algerischen Befreiungskrieges durch einige Landesverbände der Naturfreundejugend Deutschlands (NFJD) gar auf das Jahr 1958. Ihren Höhepunkt erreichten die Solidaritätsaktionen für die Algerische Unabhängigkeit dann in den frühen 1960er Jahren und ebbten 1962 nach den Verträgen von Évian, die das Ende des Algerienkriegs bedeuteten, ab. Für die Herausbildung des Internationalismus in der westdeutschen Linken spielten sie eine wichtige Rolle, wenngleich „im Vergleich zur Vietnam-Generation […] die Kofferträger eine kleine radikale Minderheit“ waren.

## Akteure und Aktionen
Die zuvor erwähnte Unterstützung des Rückführungsdienstes für Fremdenlegionäre war sicherlich eine der spektakulärsten und wirkmächtigsten Aktionen der Algeriensolidarität. Doch darüber hinaus gab es eine Vielzahl von Einzelpersonen sowie kirchliche, gewerkschaftliche und politische Gruppierungen, die die sich in der Bundesrepublik für die algerische Unabhängigkeit engagierten. Ihre „Dienstleistungen“ richteten sich, so Leggewie, nach dem Mustcr der französischen Kofferträger und erstreckten sich auf

„- die Überlassung von Wohnungen und Lagerräumen für kurzfristige Aufenthalte gesuchter und flüchtiger Personen, für Geheimtreffen und die Lagerung von Propagandamaterial und Papieren,
- die legale Beschaffung oder Fälschung von Personaldokumenten und sonstigen Papieren, Druck und Vertrieb von Flugschriften, Broschüren o.ä.,
- Kurierdienste, d. h. Transporte von gesuchten oder gefährdeten Personen, auch grenzüberschreitend,
- Information der Presse und Öffentlichkeit, Beeinflussung und Informierung eines potenziell sympathisierenden Kreises liberaler, christlicher und linker Persönlichkeiten und ‚Meinungsmacher‘, Vermittlung offiziöser Kontakte an staatliche und Parteiorgane, Verbindungen zu linken Parteien und Organisationen.“
Abgeleitet aus diesen Dienstleistungen unterscheidet Leggewie bei den westdeutschen Unterstützern zwischen Propagandisten, Aktivisten und Brigadisten. Zu den Propagandisten zählt er die schon erwähnten von Paczensky und Engelmann, aber auch Volker Schlöndorff, der sich selber dazu bekannte, ein Kofferträger gewesen zu sein. Sein Debütfilm von 1960, Wen kümmert’s?, erhielt keine Freigabe von der Freiwilligen Selbstkontrolle der Filmwirtschaft (FSK). „Der Film wurde nicht freigegeben und zwar aus politischer Rücksicht gegenüber einer befreundeten Nation, deren gerechten Krieg in Algerien es der Bundesrepublik nicht anstehe, zu kritisieren. Ein schöneres Lob als dieses offizielle Verbot hätte ich mir nicht erträumen können. Das ansonsten belanglose Filmchen […] bekam dadurch unerwartete Bedeutung.“
Einige weitere Protagonisten der Algeriensolidarität sollen nachfolgend kurz vorgestellt werden.

### Vom DDR-Flüchtling zum FLN-Aktivisten
Der 1954 als Fünfzehnjähriger aus der DDR geflüchtete Ulrich Kusserow, der später offiziell den Vornamen Mourad annahm, lernte im Dezember des gleichen Jahres in Berlin Si Mustapha-Müller kennen und blieb mit diesem in den Folgejahren in Kontakt. Er bezeichnete sich selber als „toten Briefkasten“, der immer wieder Pressematerial aus Tetouan erhalten und verschickt habe. Im Juni 1958 erhielt er einen Brief aus Tetouan, dem Sitz des Rückführungsdienstes, in dem er aufgefordert wurde, sich für einen direkten Einsatz in Frankreich oder Nordafrika bereitzuhalten. Das scheiterte zunächst am fehlenden Reisepass, doch nach einer absolvierten Grundausbildung bei der Bundeswehr konnte er im März 1959 mit Si Mustapha-Müller und weiteren FLN-Vertretern in Köln zusammentreffen. Ende des Jahres machte sich Kusserow dann auf den Weg nach Tetouan, wo er bis 1962 für den Rückführungsdienst arbeitete. Nach dem Ende des Befreiungskrieges zog er nach Algerien, kehrte aber nur wenige Monate später wieder nach Marokko zurück. „Das neue Algerien, das sich ideologisch am Ostblock orientierte, konnte mir, dem politisch anerkannten DDR-Flüchtling, keine Heimat bieten.“
Kusserow war im Rückführungsdienst vor allem für die deutsche Korrespondenz zuständig und hatte tiefe Einblicke in die westdeutsche Kofferträger-Szene, die er auch mit einem Rundbrief versorgte, dem Mitteilungsblatt des Rückführungsdienstes für desertierte Fremdenlegionäre.
Von Kusserow stammt auch der Hinweis auf eine westdeutsche Delegation, die im Oktober 1960 den Rückführungsdienst in Tetouan besuchte. Ihr gehörten die Gewerkschafter Helmut Neukirch, Josef Rosenthal vom DGB Offenbach am Main und Werner Freisewinkel von der IG Metall aus Bochum an. Sie wurden begleitet von dem Korrespondenten der Frankfurter Rundschau, Roland Oertel, der, wie Kusserow an anderer Stelle ausführte, engen Kontakt zu Si Mustapha-Müller pflegte.
Kusserow bekannte sich ausdrücklich zum „Kampf der Algerier gegen die Fremdherrschaft“, den es zu unterstützen galt, aber für ihn, der selbst zum Islam konvertierte, speiste sich das „innere Feuer des Widerstandes und des Kampfes gegen den Kolonialismus“ aus dem Islam. Mit dieser Auffassung geriet er nicht nur in Konflikt mit Si Mustapha-Müller, sondern grenzte sich in seinem 2002 erschienenen Buch auch scharf von nahezu allen Kofferträgern ab.

„Sie betrachteten die Welt durch die Brille des Ost-West-Gegensatzes und gefielen sich in der Rolle als internationale Brigadisten, als sozialistische Avantgarde im weltweiten Kampf gegen Kapitalismus und Imperialismus. Der Islam und die Algerier interessierten diese Kofferträger wenig, zentraleuropäische Ignoranz und Arroganz hatten eine ideologische Mauer in ihren Köpfen errichtet, die die Algerier instinkliv witterten. Die FLN-Leute waren jedoch bereit, selbst mit dem Teufel zu paktieren, wenn es der algerischen Sache dienlich schien. Die deutschen Politiker, Gewerkschaftler und Parlamentsabgeordneten, die dem algerischen Befreiungskampf Sympathie entgegenbrachten, sahen in ihrem Engagement letztlich eine einmalige Chance sich zu profilieren, und mancher verstand es, sich nebenbei die Taschen zu füllen.“

### Die Algerienausstellung von 1960
In West-Berlin hatte Reimar Lenz damit begonnen, Material über den Algerienkrieg zu sammeln. Um ihn herum bildete sich bald ein Unterstützerkreis, zu dem auch Wolfgang Fritz Haug gehörte, und der sich ab November 1960 als Algerien-Projekt konstituierte. Gemeinsam bereiteten sie eine Ausstellung vor, durch die vor allem die Gräuel des Algerienkriegs in den Blickpunkt der Öffentlichkeit gerückt werden sollten. „Das Motiv dieser Arbeit war keineswegs, dem Adenauerstaat die Loyalität aufzukündigen, sondern ein zugespitzter Menschenrechtsstandpunkt gegen die Folterverbrechen im Algerienkrieg. Die Ausstellung nannte Zahlen und Fakten, die die Presse verschwiegen hatte: 3 Millionen Verschwundene (Getötete, Flüchtlinge und Verschleppte), systematische Folterung durch die Kolonialtruppen. Auch die Methoden der Partisanen sollten nicht unkritisch dargestellt werden. Die kleine Gruppe Berliner Studenten fühlte sich nicht als Verbündete der FLN. Reimar Lenz dachte bei der Algerienausstellung an mehr als nur Politik, was ihm schon 1959, als er zu den Organisatoren des „Ersten Studentenkongresses gegen Atomrüstung“ in Berlin zählte, den Vorwurf eintrug, unpolitisch zu sein.“ Auch Leggewie zählt Lenz nicht zu den „richtigen Kofferträgern“, eher zu einem frühen Menschenrechtsaktivisten aber die Ausstellung erlangte über West-Berlin hinaus Beachtung. „1961 entstanden in der BRD an den Universitäten „Algerienausschüsse“, die die Wander-Ausstellung über den Krieg weitertrugen. Sie kam von Westberlin nach Göttingen, Heidelberg, Frankfurt, München, Braunschweig, Kiel und Villingen. Der Algerienkrieg war damals ein Fokus der Linksintellektuellen.“ Zahlreiche Prominente hielten an den jeweiligen Ausstellungsorten die Eröffnungsreden – Jochen Steffen, damals Abgeordneter im Schleswig-Holsteinischen Landtag, in Kiel; die Schriftsteller Carl Amery in München und Hans Magnus Enzensberger in Frankfurt sowie der Historiker Richard Nürnberger und der Theologe Ernst Wolf in Göttingen – und der Verfassungsschutz war stets präsent.
In dieses studentisch-intellektuelle Umfeld passen auch zwei Aktionen, auf die Wolfgang Kraushaar hinwies. Er berichtete 1977 von einer Demonstration, die am 5. November 1960 in Marburg stattgefunden habe und auf der arabische und deutsche Studenten gemeinsam gegen den französischen Kolonialkrieg in Algerien demonstriert hätten. Eine vergleichbare Aktion vermeldete er für den 5. April 1961: „SDS-Mitglieder protestieren vor dem »Maison de France« in Berlin gegen den französischen Kolonialkrieg in Algerien. Dabei werden fünf Flugblattverteiler vorübergehend festgenommen.“

### Das Logistiker-Ehepaar Gorlas
Johannes und Gertrud Gorlas reisten an Ostern 1955 als jungvermähltes Paar nach Paris und trafen dort Freunde und Gewerkschafter. Sie gerieten in eine Polizeirazzia gegen FLN-Sympathisanten, und Johannes Gorlas wurde, während er das Geschehen fotografierte, selber von der Polizei verprügelt. Dies war ein „Schlüsselerlebnis: zwei Kofferträger waren geboren“.
Bald nach ihrer Rückkehr aus Frankreich machten die Gorlas die Bekanntschaft eines FLN-Mannes, was dazu führte, dass ihre Essener Wohnung schnell zu einer wichtigen Anlaufstelle für FLN-Leute wurde. Die Gorlas boten Übernachtungsmöglichkeiten und stellten ihren Keller als Depot zur Verfügung. Mit dem Geld der FLN schafften sie einen Mercedes an, der von den FLN-Leuten für Kurierfahrten genutzt wurde, bis er wegen deren häufiger Verstöße gegen die Straßenverkehrsordnung wieder abgeschafft werden musste. Darüber hinaus organisierte das Ehepaar Gorlas im Freundes- und Kollegenkreis immer wieder Debatten über das Algerienproblem, die eine linke Klientel aus Gewerkschaftern, Sozialdemokraten und Sozialisten zusammenführten.

### Werner Plum, der Mann hinter den Kulissen
Im Katalog der Deutschen Nationalbibliothek stößt man auf eine umfangreiche Publikationsliste des Soziologen und Wirtschaftswissenschaftlers Werner Plum (* 25. Januar 1925 in Duisburg). Viele seiner frühen Veröffentlichungen haben Nordafrika und Algerien zum Gegenstand, so auch der Titel Algerische Dichtung der Gegenwart aus dem Jahre 1959. Aus diesem zitiert Leggewie einige biographische Angaben, die Plum über sich auf dem Klappentext des Buches mitteilte. „Am 25. Januar 1925 wurde ich in Duisburg geboren, überstand Volksschule, Gymnasium und Wehrdienst. Die Kriegsjahre verbrachte ich in Berlin, führte Flugzeuge und Gespräche mit deportierten französischen Arbeitern. Zusammen mit den Gesprächspartnern bereitete ich gleich nach Kriegsende die ersten deutsch-französischen Arbeitertreffen vor. Ich arbeitete in Pariser und südfranzösischen Betrieben, studierte Soziologie und Wirtschaftsgeschichte, reiste in den Osten, aber häufiger noch in den Süden, wo ich auf der Insel Stromboli dem Fischfang nachging und – seit Ausbruch der Kolonialkriege – die maghrebinischen Länder bereiste.“ Plum war kein Kampfflieger, sondern im meteorologischen Dienst der Wehrmacht, eine Stellung, die ihm viele Freiräume ließ. In den 1950er Jahren kam er in Kontakt zu nordafrikanischen Arbeitern, und über Arbeiterpriester lernte er FLN-Leute unter ihnen kennen. Vermutlich daraus resultiert auch der schon 1957 publizierte Artikel von ihm über Nordafrikaner in Frankreich, in der es um deren soziale Lage und ihre Rolle als industrielle Reservearmee ging.
Seit 1956 betätigte sich Plum als Vermittler zwischen algerischen Intellektuellen sowie Freiheitskämpfern und deutschen Politikern, Kurierdienste eingeschlossen. Als eines von Plums größten Verdiensten wertet es Leggewie, dass dieser der erste gewesen sei, der Hans-Jürgen Wischnewski, der einer der zentralsten Figuren unter den Kofferträgern werden sollte, mit der algerischen Sache vertraut gemacht habe.
Außer zu Wischnewski habe Plum Algerier auch in Kontakt zu weiteren wichtigen Personen innerhalb der SPD gebracht, so zum Beispiel zu Willi Eichler und Peter Blachstein. Leggewie sieht in Plum auch einen der Drahtzieher – neben Blachstein, Wischnewski und Jockel Fuchs – für einen entschiedeneren Pro-Algerien-Beschluss des SPD-Parteitags von 1958. „Zunächst sollte ein ‚ausgewogener‘ Antrag des Parteivorstands, eingebracht vom Parteivorsitzenden Erich Ollenhauer, verabschiedet werden, in dem zwar die SFIO moderat gerüffelt, aber auch der FLN für die Gewalteskalation verantwortlich gemacht wurde. Nach heftigen Kontroversen wurde diese Entschließung von der Mehrheit des Parteitags abgelehnt und durch Weglassen der den FLN betreffenden Passage entsprechend zugespitzt und radikalisiert.“
Werner Plum war von 1959 bis 1961 Mitarbeiter im UNESCO-Institut für Pädagogik in Hamburg, von 1961 bis 1964 hielt er sich für Studienreisen in Nordafrika auf und wirkte dann von 1966 bis 1987 als wissenschaftlicher Mitarbeiter der Friedrich-Ebert-Stiftung.

### Der „hessische Untergrund“ und der algerische Freiheitskampf
„Ein Bild wie aus einem Gangsterfilm von Jean-Pierre Melville: Regnerische Winternacht, Tropfen und Lichtreflexe auf der Frontscheibe, die Scheibenwischer arbeiten unermüdlich. Eine Mittelklasselimousine durchquert bei spärlichem Verkehr den östlichen Stadtrand von Paris, rollt via Chalons-sur-Marne und Metz über die Route Nationale in Richtung deutsche Grenze.“ Was hier so auf Effekt getrimmt beschrieben wurde, war kein Film. In jener Februarnacht des Jahres 1961 brachte die Frankfurter Soziologiestudentin Walmot Falkenberg (verheiratete Möller-Falkenberg, * 1940; † 16. Januar 2017) zusammen mit einem Begleiter eine Gruppe algerischer und französischer Frauen illegal über die deutsch-französische Grenze bei Forbach (Moselle). Vier der Frauen waren französische Mitglieder des Jeanson-Netzwerks, zwei waren FLN-Aktivistinnen. Sie saßen seit dem Jahr davor im Pariser Frauengefängnis Petite Roquette ein und konnten von dort zu Beginn des Jahres 1961 fliehen. Nachdem die Polizeikontrollen nachgelassen hatten, wurden sie dann in einem in Frankfurt gemieteten Leihwagen nach Deutschland gebracht.
Diese Fahrt im Februar 1961 war nicht die einzige, die Walmot Falkenberg zur Unterstützung des FLN unternommen hatte. Sie gehörte einer konspirativen Frankfurter Kofferträger-Gruppe an, die Jaques Vignes, ein Jugendfreund von Francis Jeanson, nach der Zerschlagung des Jeanson-Netzwerks in Frankfurt aufgebaut hatte.

„Zur Gruppe gehörte auch das ältere Ehepaar, […] es nahm immer wieder für kurze Zeit Übernachtungsgäste auf, die unter anderem von Walmot Falkenberg gebracht wurden. Eine andere Unterkunftsmöglichkeit bot eine Sekretärin, die in der IG-Metall-Zentrale arbeitete und Walmot Falkenberg während einer Aushilfstätigkeit aufgefallen war; sie lebte mit einem ehemaligen KZ-Häftling zusammen und gehörte der »Vereinigung der Verfolgten des Nazi-Regimes« (VVN) an.“

Walmot Falkenberg war auch Vorsitzende der Frankfurter Gruppe des Sozialistischen Deutschen Studentenbunds (SDS), dessen Bundesvorstand zwar bereits 1959 und 1960 zu Solidaritätsaktionen für Algerien aufgerufen hatte, doch damit keine rechte Akzeptanz und keine Bündnispartner fand. Zum Tag der Menschenrechte am 10. Dezember 1961 verfasste sie ein Flugblatt, das sie zusammen mit drei oder vier SDS-Genossen im vorweihnachtlichen Einkaufstrubel verteilten. „Die ganze Aktion ist voll in den Antikommunismus reingegangen. Die Leute sind stehengeblieben und haben uns beschimpft: Geht doch in die Zone, schert euch weg, ihr Nestbeschmutzer, euch hat man wohl vergessen zu vergasen! Das ging wirklich stundenlang, und ich weiß, daß ich am Ende fast geheult habe.“
Leggewie bezeichnete Walmot Falkenberg, die bereits einen achtmonatigen Studienaufenthalt in den USA hinter sich und dort neue Aktionsformen der Bürgerrechtsbewegung (Sit-ins) kennengelernt hatte, als die Schlüsselfigur der Frankfurter Unterstützerszene, die auch das Scharnier bildete „zwischen den Studenten, überwiegend aus dem SDS, und den jungen Arbeitern aus der »Falken«-Gruppe, in der sie sich als Referentin bemühte“. Doch auch im Familienkreis fand Falkenberg, deren Mutter Erdmuthe Leiterin des Landesjugendamtes Hessen war, Unterstützung: Ihre Tante (die Schwester ihrer Mutter) war Helga Einsele, die damaligen Leiterin der Frauenhaftanstalt in Frankfurt-Preungesheim, und bei ihr fanden Deserteure aus Frankreich und FLN-Algerier Unterschlupf.
Für Walmot Falkenberg endeten die Kurierfahrten zwischen Deutschland und Frankreich im Frühjahr 1962. Heidelberger Kofferträger waren beim Grenzübertritt von deutschen Grenzbeamten verhaftet worden; Falkenberg, die in einem weiteren Fahrzeug saß, konnte entkommen, doch ihre Papiere befanden sich in dem sichergestellten Auto. Dies führte kurz darauf zu einem Besuch der Polizei bei ihr, nicht jedoch um sie festzunehmen, sondern um sie vor der Roten Hand zu warnen. Kurzn darauf erfolgte die algerische Unabhängigkeitserklärung, und damit hatten sich die Aktivitäten der Kofferträger ohnehin erledigt. Die Südhessen organisierten zusammen mit FLN-Aktiven eine Siegesfeier in einem Wiesbadener Hotel. Walmot Falkenberg spielte weiterhin eine wichtige Rolle innerhalb des SDS, gehörte, zusammen mit Heiner Halberstadt, einem weiteren Frankfurter Kofferträger, zu den Mitbegründerinnen des Frankfurter Club Voltaire. Halberstadt und die Frankfurter Falken hatten sich zuvor vor allem um Quartiere für aus Frankreich oder den französischen Kasernen in Rheinland-Pfalz und Baden-Württemberg desertierten Franzosen gekümmert und schleusten diese weiter nach Norddeutschland oder in die skandinavischen Länder. In einem Falken-Heim in der Nähe von Darmstadt fand 1960 auch der erste Kongress der von französischen Deserteuren gegründeten Jeune Réssistance (Junger Widerstand) statt.
Es gibt keine Belege für Querverbindungen zwischen den Frankfurter Kofferträgern und anderen südhessischen Unterstützern des FLN, etwa dem Verleger Hans A. Nikel, der laut Spiegel französischen Deserteuren des Algerienkrieges half, heimlich in Naturfreundehäusern im Taunus unterzukommen. Belegt ist aber, dass zum Beispiel durch die in Frankfurt am Main ansässige IG Metall Kontakte zwischen dem FLN und potentiellen lokalen Unterstützern hergestellt wurden. Für die hessische Naturfreundejugend beschreibt dies Fritz Amann: „Durch die Kontakte zur Gewerkschaftsjugend erhielten wir auch Einblick in Aktivitäten der IG Metall zur Unterstützung der Algerischen Befreiungsorganisation. Und als viele Algerier Ende der 50er Jahre aus Paris nach Frankfurt flohen, wegen der Gräueltaten der Roten Hand, konnten wir als Naturfreundejugend auch einen kleinen Hilfsbeitrag leisten.“ Das Naturfreundehaus in Neu-Isenburg konnte für Übernachtungsmöglichkeiten zur Verfügung gestellt werden, denn es war relativ unauffällig, wenn in einer solchen Einrichtung eine größere Gruppe junger Leute verweilte. Aber auch für deren weitere Unterstützung wurde gesorgt. „Über Kontakte zur Verwaltung der Frankfurter Rundschau hat sich die Möglichkeit ergeben, dass die jungen Algerier, soweit sie körperlich dazu in der Lage waren, nachts, beim Sortieren der Zeitungsbündel eine Beschäftigung fanden und dafür bezahlt wurden, auch wenn sie keine Arbeitspapiere hatten. Das hat uns sehr geholfen, ihren Unterhalt sicher zu stellen.“ Ähnlich wie Walmot Falkenberg und ihre Tante Helga Einsele verhalf die hessische Naturfreundejugend aber auch französischen Deserteuren zur Flucht, wie Klaus Vack berichtete: „Andere und ich haben Deserteure abgeholt und bis zum sicheren Ort, in meinem Fall vor allem Finnland, begleitet.“
Personelle und organisatorische Querverbindungen gab es auch zwischen der hessischen Naturfreundejugend und dem Verband der Kriegsdienstverweigerer (VK). Fritz Amann, der in beiden Verbänden aktiv war, berichtet davon, wie Geld des VK auch zur Unterstützung der Algerienaktivitäten nutzbar gemacht werden konnte.
Eine der wichtigsten Unterstützungsmaßnahmen der hessischen Naturfreundejugend für die algerische Unabhängigkeit war ihr Engagement für den von Si Mustapha-Müller aufgebauten
Hierfür wurden Fritz Amann, Horst Goßfelder und Klaus Vack 1961 von Si Mustapha-Müller mit einer Einladung ins marokkanisch-algerische Grenzgebiet belohnt. Klaus Vack wurde noch eine andere Ehre zu Teil: Er wurde in Frankreich „in Abwesenheit zu zwanzig Jahren Festungshaft verurteilt, jedoch im Jahr 1967 amnestiert“.

### Algeriensolidarität im Geiste Trotzkis
Einer der wichtigsten und frühesten deutschen Kofferträger war der seit 1950 in Köln ansässige Georg Jungclas. Er war eine wichtige Figur in der IV. Internationale und der Senior einer Kölner Gruppe, die sich vornehmlich aus Arbeiterjugendlichen zusammensetzte (Arbeiterjugendkartell). Zu diesem Kreis zählten auch – neben seiner Frau Leni, deren Hutsalon die unverfängliche Anlaufstelle für die verschiedensten Aktivisten bildete – der spätere SDS-Vorsitzender und Gewerkschaftsfunktionär Helmut Schauer, Heinz "Micky" Beinert, Hans-Jürgen Wischnewski und Jungclas' Schwiegervater, der Kölner Widerstandskämpfer und ab 1958 SPD-Stadtrat Willy Pertz.
Die wichtige und spektakuläre Aktionen der Gruppe waren:
- Am 1. Mai 1958 starteten sie ihren ersten demonstrativen Auftritt mit einer von Leni Jungclas genähten FLN-Fahne und einem Transparent mit der Aufschrift „Freiheit für Algerien“. Es war bundesweit eine der ersten öffentlichen pro-algerischen Sympathiebekundungen.[51]
- Zwischen September 1958 und April/Mai 1962 gaben sie einen Informationsdienst heraus, der unter dem Namen Freies Algerien (FA) in insgesamt 23 Ausgaben erschien ist und weitgehend übersetzte Artikel aus algerischen oder französischen Quellen enthielt. Die Auflage der einzelnen Ausgaben schwankte zwischen 3000 und 6000 Stück und hatte vor allem eine wichtige Funktion für Multiplikatoren und Sympathisanten in linken SPD- und Gewerkschaftskreisen.[52]
- Am 26. November 1958 fuhren sie mit einem mit einer FLN-Fahne geschmückten VW-Käfer durch Bad Kreuznach, wo ein Treffen zwischen Konrad Adenauer und Charles de Gaulle stattfand. Vor ihrer Verhaftung schafften sie es noch, pro-algerische Flugblätter an die internationale Presse zu verteilen. Aus der nachfolgenden kurzen Haft wurden sie auf Intervention von Hans-Jürgen Wischnewski entlassen.[53]
- Am 1. November 1959, dem fünften Jahrestag des Beginns des algerischen Aufstands, führten etwa zwanzig Genossinnen und Genossen in Köln eine Kranzniederlegung zum Gedenken an die Opfer der französischen Kolonialherrschaft in Algerien durch. Heinz Pfeiffer, der an der Aktion beteiligt war und eine Ansprache halten wollte, wurde von Polizisten in Zivil verhaftet und abgeführt, aber nach einigen Stunden wieder freigelassen.[54]
- Auf Veranlassung von Michel Raptis fuhr Georg Jungclas im Februar 1960 nach Frankfurt. Zusammen mit Raptis hob er 200 Millionen alte Francs (über eine Million DM) bei einer Filiale der Deutschen Bank ab. Das Geld war zur Finanzierung der Arbeit der FLN in Deutschland bestimmt. Das Misstrauen der Bankangestellten angesichts einer so ungewöhnlichen Barabhebung war groß, doch Jungclas und Raptis konnten die Bank unbehelligt mit einem Koffer voller Geld verlassen.[55]
In eine ähnliche Transaktion war auch Wischnewski involviert, dem seine algerischen Freunde aus Paris 1,8 Millionen auf sein Privatkonto überwiesen, von wo er es abhob und in die deutschen Kanäle der FLN fließen ließ.[56]

### Falschgeld für Algerien
Waren die Geldtransaktionen für sich genommen schon heikle Aktionen, so steigerte sich das Risiko noch bei dem Versuch, Falschgeld herzustellen und in Umlauf zu bringen. Vorbild hierfür war die Aktion Bernhard, mit der die Nazis zwischen 1942 und 1945 versuchten, englische Banknoten zu fälschen und zu verbreiten, um in England ein Wirtschaftschaos zu provozieren.
Was den Nazis misslungen war, wollte der FLN nun besser machen, um Frankreich zu schwächen. Beauftragt, den Plan umzusetzen, wurde die IV. Internationale unter Michel Raptis. Dem gelang es, Anfang 1960 in Osnabrück eine funktionsfähige Fälscherwerkstatt einzurichten. „In ihr arbeiteten zwei holländische Lithographen und ein Osnabrücker Gelegenheitsarbeiter, die sich aus gemeinsamer politischer Widerstandserfahrung während der deutschen Besetzung der Niederlande kannten“, und sie leisteten ganze Arbeit: Sie produzierten im April 1960 Prototypen, die später von Sachverständigen als hervorragende Blüten bezeichnet wurden. Allerdings kam es nie zur wirklichen Produktion und Auslieferung.

„Das gesamte Unternehmen [flog] mit einer parallelen Verhaftungsaktion westdeutscher und holländischer Kriminalpolizei auf — vermutlich deswegen, weil die trotzkistische Organisation von Agenten des niederländischen Geheimdienstes durchsetzt war und die Aktion bereits seit längerem observiert wurde. Zunächst wollte die Generalbundesanwaltschaft ein politisches Verfahren wegen Geheimbündelei (§ 129 StGB) einleiten, um die Verantwortung des FLN und seiner Bad Godesberger „Botschaft“ herauszustreichen; doch diese war in der Tat nicht nachweislich in das Projekt eingeweiht, so daß in Osnabrück nur ein Landgerichtsprozeß wegen Geldfälschung (§ 146 STGB) übrigblieb. Die Verteidigung, vor allem Dieter Posser aus der Kanzlei des damaligen Rechtsanwalts Gustav Heinemann, setzte relativ milde Haftstrafen für die Angeklagten durch. In Amsterdam hingegen fand unter großer internationaler Beachtung ein Prozeß gegen Michel Raptis und seine trotzkistischen Genossen statt, der offen politischen Charakter hatte. Mit der Fälschung von weniger als einem Prozent der Geldumlaufmenge hätte das Projekt im Fall seiner Verwirklichung sicher nicht den erhofften Erfolgt gehabt; aber es handelt sich um einen der größten Fälle politischer Falschmünzerei in der Geldgeschichte.“

### Waffen für Algerien
Von den vielen bisher erwähnten Aktionen zur Unterstützung der FLN dürften die meisten den handelnden Personen nur wenige Gewissensbisse bereitet haben. Aber ein Teil der Aktivisten kam aus pazifistischen Organisationen oder gehörte dem Verband der Kriegsdienstverweigerer an, und für sie war die Gewaltfrage ein schwieriges Problem – sowohl im Hinblick auf die auch von der FLN ausgeübte Gewalt, als auch im Hinblick auf die direkte Unterstützung militärischer Aktionen durch die Beschaffung und Herstellung von Waffen.

„Ich hatte tiefe Probleme mit der Gewaltfrage. Ich war als Pazifist durch das, was ich da tat, an einem Krieg beteiligt. Aber ich versuchte mein Gewissen damit zu beruhigen, daß ich Fremdenlegionäre abgeworben habe, also zum Desertieren aufgefordert habe, und damit dazu beitragen konnte, vielleicht deren Leben zu retten und die Kriegskapazität der Franzosen zu schwächen und damit den Krieg zu verkürzen. Aber genaugenommen war das natürlich Augenwischerei, und wir hatten damals schon nächtelange Auseinandersetzungen über dieses Thema. Aber es gab keine unlösbaren Konflikte, weil es kaum Befürworter gab, die sagten: ,Wir unterstützen den Krieg und den Heroismus der Freiheitskämpfer‘. Wir wußten, wie groß der Terror der französischen Minderheit gegen das algerische Volk war. Da konnten wir doch nicht hier von Deutschland aus hingehen und sagen: Laßt Euch weiter unterdrücken, laßt Euch weiter hinmetzeln, wehrt Euch nicht. Wir mußten einfach akzeptieren, daß den Menschen in Algerien keine andere Möglichkeit blieb, als den Weg zu gehen, den sie gegangen sind.
Wir in der Wohlstandsrepublik konnten doch nicht hingehen und sagen, die Menschen dort sollten sich abschlachten lassen wie Kälber im Schlachthof.“

Diese Zweifel plagten auch den 1960 gerade 21 Jahre alt gewordenen Stuttgarter Kurt Henker, einen anerkannten Kriegsdienstverweigerer, der sich schon als Besitzer eines mit FLN-Geldern angeschafften Kurierfahrzeuges (eines Mercedes-Benz 190 SL) bewährt hatte. Er ging zur Jahreswende 1960/61 nach Marokko, um dort in der Waffenproduktion der FLN mitzuwirken.
Die Trotzkisten, Georg Jungclas voran, halfen bereits bei der Beschaffung von Ersatzteilen und Zubehör für die Waffenproduktion und gingen dann noch einen Schritt weiter. Weil es der französischen Kolonialmacht immer besser gelungen war, den Nachschub an Waffen für den FNL zu unterbinden, plante dieser im marokkanischen Hinterland die eigene Waffenproduktion zu intensivieren und bat abermals Michael Raptis um Hilfe. Dieser organisierte zusammen mit Georg Jungclas die Mobilisierung von Freiwilligen aus der Mitgliedschaft und aus dem Umfeld der IV. Internationale, um diese Waffenproduktion an mehreren Standorten in Marokko zu ermöglichen. Die Waffenfabriken waren meist als Obstplantagen getarnt, und in ihnen arbeiteten nun die von Raptis und Co. rekrutierten ausländischen Brigadisten aus Argentinien, Venezuela, Frankreich, Niederlande, Griechenland, England und Deutschland zusammen mit aus Algerien zurückgeholten algerischen Arbeitern und Wachsoldaten der Algerischen Nationalen Befreiungsarmee (ALN), darunter der Jungsozialist Kurt Henker und der oben schon erwähnte Hans Pfeifer.
Georg Jungclas war nicht nur der im fernen Deutschland residierende Organisator dieser Brigadisten, sondern beteiligte sich auch an der direkten Hilfe zum Aufbau der Waffenproduktion. Bei Reisen nach Marokko transportierte er in seinem Handgepäck Teile und Rohstoffe. Doch als die Produktion Mitte 1961 nahezu reibungslos lief, hatte sie keine kriegsentscheidende Bedeutung mehr, der Waffenstillstand zwischen Algerien und Frankreich stand kurz bevor. Nach Legewie hatten diese Waffenfabriken allerdings einen propagandistischen Effekt, durch den die algerische Führung der eigenen Bevölkerung und den Kämpfern der ALN gegenüber zeigen konnte, dass man einem Volk, das zu einer solchen Leistung fähig ist, nicht die Unabhängigkeit verweigern kann.
Es waren jedoch nicht nur trotzkistische Kreise, die sich um die Waffenversorgung der ALN kümmerten. So war für die zuvor erwähnte algerische Waffenproduktion ein weiterer Deutscher von Bedeutung, der zwar aus einem linken Milieu kam, aber bis zu seinem Rauswurf 1959 KPD-Mitglied war:
Der studierte Bergbauingenieur, befreundet mit dem Ehepaar Gorlas (siehe oben), war 1959 im Alter von 52 Jahren zur ALN gestoßen und avancierte zu einem von deren Waffenexperten. Unter dem Namen Dejoul blieb er als pied-Rouge nach der Unabhängigkeit in Algerien, um sich am Aufbau des Landes zu beteiligen. Als Leiter einer Planungsabteilung in dem staatlichen Bergbaukonzern SONAREM setzte er sich für die Industrialisierung Algeriens ein.
Wie erwähnt, war die algerische Waffenproduktion trotz aller Anstrengungen und der Unterstützung durch ausländische Brigadisten nicht effizient genug, um den Waffenbedarf der ALN zu decken. Sie war deshalb auch – neben Waffenlieferungen vor allem aus Ostblock-Staaten – auf die Unterstützung professioneller Waffenhändler angewiesen, und der wohl prominenteste war Georg Puchert.
Der frühere Zigarettenschmuggler hatte schon die marokkanische Unabhängigkeitsbewegung mit Waffen versorgt und tat dies dann auch für die ALN. Leggewie hält ihn zwar für einen „Sympathisanten des algerischen Befreiungskrieges“ aber in das Schema der politisch motivierten Kofferträger dürfte er dennoch nicht gepasst haben. Allerdings zahlte Puchert für seinen Einsatz einen hohen Preis: Am 3. März 1959 wurde er in der Frankfurter Guiollettstraße durch eine Autobombe in seinem Wagen in die Luft gesprengt; er war ein Opfer der vom französischen Geheimdienst gesteuerten Roten Hand geworden.

## Resultat und Nutzen der Algeriensolidarität
Es gibt keinen Grund, an der Aufrichtigkeit zu zweifeln, mit der die Kofferträger ihr Engagement für die algerische Unabhängigkeit betrieben. Die Motive allerdings waren sehr unterschiedlich. Klaus Vack spricht davon, dass für viele „die Beschäftigung mit internationalen Themen eine Flucht vor den Realitäten im eigenen Land“ war. Gemeint ist damit, dass aus der Einsicht heraus, dass eine revolutionäre Veränderung der deutschen Gesellschaft nicht bevorstand, die revolutionären Hoffnungen schlichtweg exportiert wurden, damals nach Algerien, später dann auch nach Vietnam. Am ausgeprägtesten scheint diese Haltung in trotzkistischen Kreisen gewesen zu sein, wie etwa die Aussage des zum Kölner Kreis um Georg Jungclas (Schorsch) gehörenden Helmut Wendler zeigt:

„Für uns war der algerische Befreiungskampf das Thema überhaupt. Im Vergleich zu späteren Bewegungen war das natürlich klein und winzig. Aber für unsere Zeit war das wie nachher die Vietnam-Bewegung in den sechziger Jahren. Ende der fünfziger Jahre war es ja am schlimmsten. Oft hat der Schorsch gesagt, in der ganz schlimmen Zeit des Antikommunismus, wo nach dem KP-Verbot die Klassenkämpfe auch ganz allgemein stagnierten, teilweise sogar rückläufig waren, und auf gewerkschaftlicher Ebene auch wenig passierte, da hat der Schorsch gesagt, und ich halte das auch nachträglich noch für richtig, daß wir uns mit diesen internationalistischen Fragen 'ne ganze Zeitlang politisch über Wasser gehalten haben, und das stimmt auch. Algerien und der dortige revolutionäre Prozeß waren für uns wichtige Fragen, die ganz im Zentrum standen. Mit 'ner Orientierung nur auf die Kämpfe hier in der BRD wäre das sehr schwierig gewesen, besonders zwischen 57/58 und 60/61. Da war ja wirklich nichts los hier.“

Auch Kurt Henker, der in Marokko an der algerischen Waffenproduktion mitgewirkt hat, schätzt den Effekt seine Engagements „gleich null – vielleicht nicht ganz null, wenn man bedenkt, daß die Sozialdemokraten gezwungen waren, sich mit so etwas zu beschäftigen, aber unsere Arbeit hat nun wirklich nicht die Wirkungen gehabt, die wir uns vorgestellt haben“. Dieser Negativbefund ist nicht zuletzt den inneralgerischen Entwicklungen geschuldet. Spätestens nach dem Militärputsch von 1965 erringen, bei dem Ahmed Ben Bella gestürzt wurde und Houari Boumedienne an die Macht kam, war die Zeit des Selbstverwaltungsozialismus vorbei und viele westdeutsche Linken mussten ihre Hoffnungen begraben.

„Natürlich hatten wir Hoffnungen, und es ist in Algerien dann nicht so gelaufen, wie wir uns das gewünscht hatten. Algerien war frei, aber dann kam der Sturz von Ben Bella. Alle hatten sich mit der Politik Ben Bellas, mir den Ansatzen der Basisdemokratie identifiziert, auch mir ging das so. Danach war ich monatelang
geplättet. […] Ich weiß noch, wie wir das Programm der FLN gelesen haben, die Vorstellungen über Sozialismus und die Utopien über die Emanzipation der Frauen. Aber die Leute, die für uns für diese Ziele standen, waren plötzlich weg vom Fenster. Das hat einen Schock erzeugt, der dazu führte, daß keiner mehr Lust dazu hatte, sich mit Algerien zu befassen.“

Weniger pessimistisch fällt das Resümee von Leggewie aus. Auch er konstatiert, dass für einen Teil der ehemaligen Kofferträger das Thema Algerien abgehakt war. Andere aber die in der Algeriensolidarität erworbenen Fähigkeiten für die Fortsetzung ihrer politischen Arbeit genutzt – in Ministerämtern ebenso wie in der APO. Und auch, wenn im Vergleich zur späteren Vietnam-Generation die Kofferträger eine kleine radikale Minderheit gewesen seien: „Der Internationalismus ging weiter, ging erst richtig los.“